# Thomas Ulrich
Thomas Ulrich (Berlino, 11 luglio 1975) è un ex pugile tedesco.

## Palmarès

### Olimpiadi
- 1 medaglia:
  - 1 bronzo (Atlanta 1996 nei pesi mediomassimi)

### Mondiali dilettanti
- 1 medaglia:
  - 1 bronzo (Berlino 1995 nei pesi mediomassimi)